# Southland (serie televisiva)
Southland è una serie televisiva poliziesca e police procedural statunitense creata da Ann Biderman, prodotta da John Wells per la Warner Bros. e trasmessa per cinque stagioni dal 2009 al 2013.
La serie ha debuttato in Italia sul canale AXN il 4 febbraio 2010. Dal 2012 viene inoltre replicata sul canale del digitale terrestre a pagamento Premium Crime. In chiaro ha debuttato il 22 febbraio 2014 in seconda serata su TOP Crime.
La sigla d'apertura è un estratto da una versione strumentale del brano Canção do Mar di Dulce Pontes.

## Trama
La serie è un dramma d'azione che racconta le quotidiane vicende lavorative e personali di alcuni agenti e detective della polizia di Los Angeles. Il giovane ed inesperto poliziotto Ben Sherman viene affiancato al veterano John Cooper, con il quale imparare a destreggiarsi e a sopravvivere tra i pericoli delle strade della città. I due agenti hanno modi differenti di approcciarsi alla vita e al lavoro, che spesso finiscono per metterli in conflitto. Alle loro vicende vengono affiancate quelle di altri membri dell'unità, come Chickie Brown che aspira a diventare la prima donna a far parte del reparto SWAT, il detective Sammy Bryant la cui vita privata ha ripercussioni su quella lavorativa e del tenebroso detective Nate Moretta.

## Episodi
| Stagione         | Episodi | Prima TV originale | Prima TV Italia |
| ---------------- | ------- | ------------------ | --------------- |
| Prima stagione   | 7       | 2009               | 2010            |
| Seconda stagione | 6       | 2010               | 2010            |
| Terza stagione   | 10      | 2011               | 2011            |
| Quarta stagione  | 10      | 2012               | 2012            |
| Quinta stagione  | 10      | 2013               | 2013            |

## Personaggi e interpreti
La seconda stagione, che è andata in onda in America sulla TNT a seguito delle repliche della prima stagione, ha ridotto il cast corale concentrandosi maggiormente sulla vita personale e le indagini dei detective Adams e Sherman. La serie diventa maggiormente auto-conclusiva e meno serializzata.
Per la seconda stagione, Amaury Nolasco era stato ingaggiato per interpretare il ruolo del Detective Rene Cordero che doveva sostituire il vuoto lasciato da Tom Everett Scott, ma, dopo aver girato solo tre episodi, anche Nolasco ha abbandonato la serie; Amaury è stato accreditato come "guest star" negli episodi in cui è apparso. In seguito, Clifton Collins Jr. si è unito al cast nel quarto episodio della stagione nel ruolo del nuovo partner di Adams, il detective Ray Suarez, abbandonando però immediatamente la serie. Con il rinnovo della terza stagione, è stato reintrodotto il personaggio di Russell Clarke mentre con la quarta stagione diversi personaggi hanno abbandonato il cast (per contenere i costi). Per la quinta stagione C. Thomas Howell è stato promosso nel cast regolare, dopo essere stato un personaggio ricorrente della serie fin dall'esordio.

### Personaggi principali
- Det. Lydia Adams (stagioni 1-5), interpretata da Regina King.
- Agente John Cooper (stagioni 1-5), interpretato da Michael Cudlitz.
- Det. Sammy Bryant (stagioni 1-5), interpretato da Shawn Hatosy.
- Agente Ben Sherman (stagioni 1-5), interpretato da Ben McKenzie.
- Det. Nate Moretta (stagioni 1-3), interpretato da Kevin Alejandro.
- Agente Chickie Brown (stagioni 1-3), interpretato da Arija Bareikis.
- Det. Daniel Salinger (stagioni 1-3), interpretato da Michael McGrady.
- Det. Russell Clarke (stagioni 1-3), interpretato da Tom Everett Scott.
- Agente Dewey Dudek (stagione 5, ricorrente stagioni 1-4), interpretato da C. Thomas Howell.

### Personaggi secondari
- Tammi Bryant (stagioni 1-5), interpretata da Emily Bergl.
- Enid Adams (stagioni 1-5), interpretata da L. Scott Caldwell.
- Capit. Susan Salinger (stagioni 1-2), interpretata da Denise Crosby.
- Det. Kenny "No-Gun" (stagioni 1-2), interpretato da Patrick Fischler.
- Det. Andy Williams (stagioni 1-2), interpretato da Lex Medlin.
- Serg. Wallace (stagioni 1-2), interpretato da Marty Wallace.
- Laurie Cooper (stagioni 1-3), interpretata da Hedy Buress.
- Mariella Moretta (stagioni 1-3), interpretata da Yara Martinez.
- Det. Alicia Fernandez (stagioni 1-4), interpretata da Roxana Brusso.
- Deborah Janowitz (stagione 1), interpretata da Lori Alan.
- Agente Munoz (stagioni 2-5), interpretato da Mario Cortez.
- Gil Puente (stagioni 2-3), interpretato da Laz Alonso.
- Det. Rene Cordero (stagione 2), interpretato da Amaury Nolasco.
- Josie Ochoa (stagione 3), interpretata da Jenny Gago.
- Serg. Hill (stagioni 3-5), interpretato da Jamie McShane.
- Agente Jones (stagioni 3-4), interpretato da Bokeem Woodbine.
- Det. Ruben Robinson (stagioni 4-5), interpretato da Dorian Missick.
- Serg. Jessica Tang (stagione 4), interpretata da Lucy Liu.
- Agente Danny Ferguson (stagione 4), interpretato da Lou Diamond Phillips.
- Capit. Joel Rucker (stagione 4), interpretato da Carl Lumbly.
- Det. Dave Mendoza (stagione 5), interpretato da Chad Michael Murray.
- Serg. Waters (stagione 5), interpretato da Lesley Fera.
- Det. Gary Steele (stagione 5), interpretato da Derek Ray.
- Det. Hank Lucero (stagione 5), interpretato da Anthony Ruivivar.
- Det. Mailer (stagione 5), interpretata da Yvette Saunders.

## Produzione
La serie ha debuttato il 9 aprile 2009 sulla NBC, che ha trasmesso i primi sette episodi che compongono la prima stagione. Poco prima della messa in onda della seconda stagione (per la quale erano stati ordinati 13 episodi), prevista per il 23 ottobre 2009, il network ha annunciato la cancellazione della serie dopo aver appena terminato la produzione del sesto episodio. Nel mese di novembre il canale via cavo TNT annunciò di aver acquistato la serie; a partire dal 12 gennaio 2010 trasmise in un unico pacchetto i sette episodi della prima stagione e i sei realizzati della seconda. Il 27 aprile 2010 TNT ha ufficialmente rinnovato la serie per una terza stagione composta da dieci episodi in onda a partire dal gennaio 2011. Il 22 marzo 2011 TNT annunciò il rinnovo per una quarta stagione, composta da dieci episodi e trasmessa dal 17 gennaio 2012; mentre il 4 maggio 2012 venne annunciato il rinnovo anche per una quinta stagione, l'ultima della serie. Purtroppo la serie non ha un vero finale e termina con diversi cliffhanger. 